# Ахилион
Ахилион ( грч. Αχίλλειο) је палата која се налази у селу Гастури на острву Крфу. Изграђена је за царицу Елизабету од Баварске, познату под надимком Сиси, а на предлог аустријског конзула Александра Вон Варсберга. Елизабета је била дубоко ожалошћена трагичним губитком свог јединог сина, Рудолфа од Аустрије након инцидента у Мајерлингу 1889. године, и годину дана касније ова летња палата изграђена је као уточиште.
Ахилион се налази на око 10 км јужно од града Крфа и од палате се пружа панорамски поглед на град на северу, а на целу јужну страну острва до Јонског мора.
Архитектонски стил палате подсећа на древну митску палату Феачана. Мотив је усредсређен на јунака Ахила из грчке митологије, одакле и име. Крф је била Елизабетина омиљена дестинација за одмор и желела је да се палата одаје признању Грчкој, њеном језику и култури. Имање тренутно послује као музеј Хеленске компаније за развој туризма, у оквиру Грчке националне туристичке организације.

## Палата и њени вртови
Палата је у изграђена у стилу неокласицизама, има приземље као и два спрата украшена уметничким делима и статуама. Стубови који подржавају балкон на првом спрату су у дорском стилу. На балкону првог спрата налазе се два мермерна кентаура, док на балкону другог спрата стоје четири музе које држе бакље. На левој страни овог балкона је бронзана статуа крилатог Хермеса.
На улазу у палату налази се скулптура царице Сиси. Плафон пространог предворја украшен је фреском Четири годишња доба. На десној страни налази се копија портрета царице Елизабете, а на левој камин од сивог мермера украшен статуама.
Монументално степениште направљено од мермера и бронзе окружено је статуама Зевса и Хере. На крају степеница налази се огромна уљана слика која приказује Ахилов тријумф у бици са Хектором.
У приземљу, десно од главног улаза, је католичка капела царице Елизабете. У капели се налази много црквених уметничких дела. На куполи је зидна слика Исуса Христа, а испод ње је портрет Девице Марије. У другој соби су лични предмети царице Сиси, фотографије ње и њене породице, фотографије Ахилиона из тог периода, документи везане за њено убиство у Женеви, намештај и накит. У Елизабетиној соби налазе се и многа уметничка дела попут велике слике Одисеја и Наусикије.
У суседној соби изложени су лични предмети цара Вилхелма II. Ту су фотографије и слике, седло које је користио, мали модел његове јахте и заставе брода, као и његов портрет.
Спољни делови палате су такође украшени уметничким делима. Перистил муза је јонског стила и добио је име по статуама девет муза које се налазе на задњем спрату вртова палате. У врту се налазе и мермерне статуте Хермеса и Аполона. Унутар перистила налази се тринаест попрсја древних филозофа и песника, укључујући и Шекспира. Ту је и статуа енглеског песника, великог обожаваоца грчке културе Лорда Бајрона.
У вртовима Ахилиона је цвеће и растиње из свих крајева света, и за то је заслужан Вилијем II. На једном крају врта је скулптура од мермера Умирућег Ахила, погођеног у пету, а на другом скулптуре од бронзе Тријумфални Ахил, висока 5,5 метара, а са постољем 11,5 метара. 

## Историја

### Елизабета од Баварске
Ахилион је првобитно било у власништву филозофа и дипломате са Крфа Петроса Враиласа Армениса, под називом Вила Враила. Царица Елизабета је након посете месту 1888. године, одлучила је да је то идеална локација за њену палату на Крфу. 
Палату је дизајнирао италијански архитекта Рафаеле Карито, и изграђена је на површини од 200,000 м2. Елизабетин муж, цар Франц Јозеф, такође је имао земљиште у близини. Од немачког вајара Ернста Хертера је поручена скулптура инспирисана грчком митологијом. Његова скулптура Умирући Ахил, створена у Берлину 1884. године што је уклесано на статуу, и стоји на средишњем месту Ахилионове баште.
Архитектонски дизајн је замишљен да подсећа на древне палате Феачана.  Палата, са класичним грчким киповима који је окружују, је споменик платонског романтизама као и ескапизама , добила је име по Ахилу: Ахилион.
Палата обилује сликама и статуама Ахила, како у главној дворани тако и у баштама, приказујући контрастне јуначке и трагичне призоре тројанског рата. Архитектонски стил је помпејски и има бројне паралеле са палатом Ливадија, руском царском резиденцијом на Криму. Елизабета је написала "Желим палату са колонадом стубова, висећим вртовима, заштићену од радозналих погледа - палату достојну Ахила, који је презирао смртнике и није се бојао чак ни богова." Сиси је користила Ахилион као приватну палату, као уточиште од света и своје прошлости. Примила је само своје кћери надвојвоткињу Марију Валерију и надвојвоткињу Жизелу са својим мужевима. Елизабетин супруг, цар Франц Јозеф, није волео морска путовања и никада није видео палату.
Вртови на врху брда пружају сликовит поглед на околна зелена брда и долине, са Јонским морем у позадини.
Елизабета је често посећивала Ахилион све до пролећа 1896. године. Изгубила је интересовање за своју палату и чак је разматрала да је прода. Велики део унутрашњости премештен је назад у Беч. Септембра 1898. године Елизабету је у Женеви убио италијански анархиста Луиђи Лучени.

### Вилхелм II од Немачке
Ахилион је наследила Елиѕабетина кћерка, надвојводкиња Жизела, али палату није користила често. Немачки цар Вилхелм II је купио је Ахилион 1907. године и користио га као летњу резиденцију.
Током Вилхелмових посета долазило је до значајне дипломатске активности и Ахилион је постајао средиште европске дипломатије. Грчка краљевска породица, а посебно Вилхелмова сестра Софија од Пруске, престолонаследница и каснија грчка краљица, често су долазиле у посету Крфу. Цар је такође позивао интелектуалце попут немачког археолога Вилхелма Дорпфелда у свој летњиковац. Цар се интересовао за биљке у парку и унајмио је Карла Лудвига Спренгера, познатог ботаничара, који би живео у палати око три месеца сваке године. Вилхелм је углавном био на Ахилиону током ускршње сезоне и уживао у локалним свечаностима и културним догађајима. Немачка царска породица боравила је на Крфу око месец дана све до избијања Првог светског рата, осим 1910. и 1913. године, када нису тамо одлазили због политичких сукоба на Балкану.
Вилхелм је, ширећи се на главну тему терена, наручио властити кип Ахила од вајара Јоханеса Готза, који је створио импозантну бронзану скулптуру која стоји као чувар вртова, окренута на север према граду.
Археолог Реинхард Кекуле Вон Страдониц, који је био Вилхелмов саветник, дошао је на Крф ради савета где да постави огромну статуу. На овај царев споменик Ахилу било је уписано у базу статуе: Великом Грку од Великог Немца. Натпис је уклоњен након Другог светског рата. 
Вилхелова статуа представља Ахила у пуној униформи хоплита са компликованим детаљима као што је рељеф главе горгоне на штиту, очигледно да би уплашио непријатеље. Ова висока статуа окружена је палмама које употпуњују њен грациозни обрис. Цар Вилхелм посећивао ово место све до 1914. године када је проглашен Први светски рат. Цар је такође присуствовао представама у Градском позоришту на Крфу током одмора у Ахилиону.
Цар је, док је одмарао у Ахилиону и док се Европа спремала за рат, био укључен у ископавања на месту древног Артемидиног храма на Крфу.  Он је уклонио статуу немачког песника Хајнриха Хајнеа коју је царица Елизабета поставила на Ахилиону.

### Светски ратови
Током Првог светског рата, Ахилион су као војну болницу користиле француске и српске трупе о чему сведочи натпис посвећен српској војсци. После Првог светског рата, према Версајском споразуму и ратним обештећењима која су уследила од 1919. године, имање је прешло у власништво грчке државе.
Од 1921. до 1924. године у палати је било сиротиште, у коме су смештали јерменска сирочад из Цариграда. У преосталим годинама између два светска рата, имовина Ахилииона је коришћена за разне владине функције и одређени број артефаката продат је на аукцији.
Током Другог светског рата, силе осовине су користиле су Ахилион као војни штаб. Након рата, Ахилион је дошао под управу Хеленске туристичке организације.

### После Другог светског рата
Ахилион је 1962. године изнајмила приватна компанија која је горњи ниво палате претворила у казино, а доњи у музеј. Закуп је раскинут 1983. године и управа палате је враћена Хеленској туристичкој организацији.
У септембру 1979. године, дванаест историчара из САД, Велике Британије и Немачке окупило се да би разговарало о карактеру цара Вилхелма II и историјској улози коју је одиграо у немачкој политици и друштву. Конференција је одржана у некадашњој царевој спаваћој соби, а зборник радова је објављен у књизи Цар Вилхелм II нова тумачења: Крфски папири.
Ахилион је накратко вратио статус центра за европску дипломатију какав је имао у време Вилхелма II. Коришћен је за састанак Европског самита 1994. године, а 2003. године био је домаћин састанка европских министара за пољопривреду. 
У последње време Ахилион се користи искључиво као музеј, а казино је премештен у Хотел Хилтон на Крфу.

## Ахилион на филму
Сцена у казину из филма Само за твоје очи из 1981. године о Џејмесу Бонду снимљен је на Ахилиону. 
Ахилион је такође приказан у филму Тонија Харисона Поглед Горгоне када хор туриста каже у стиху: Убрзо, 1994. године, у овој палати Грчка почиње да се обнавља, у овом старом царевом летњиковцу, шефови држава Европе састаће се...

## Галерија
- Статуе у башти
- Слика Винћенца Галопија на плафону на главном улазу
- Капела
- Главно степениште
- Перистил муза